# Мирович, Евстигней Афиногенович
Евстигней Афиногенович Мирович (бел. Еўсцігней Афінагенавіч Міровіч, настоящая фамилия — Дунаев; 29 июля [10 августа] 1878, Санкт-Петербург — 16 февраля 1952, Минск) — российский и белорусский советский актёр, режиссёр, драматург, педагог, профессор (1945). Народный артист Белорусской ССР (1940). Один из основателей белорусского театрального искусства, белорусского театра им. Янки Купалы. Участвовал в создании Белорусского театрально-художественного института (ныне — Белорусская государственная академия искусств).

## Биография
Происходил из семьи железнодорожников, выходцев из Витебской губернии. Окончил Самсоновское реальное училище, школу рисования при Академии искусств, затем в Петербурге театральные курсы им. Ф. Волкова.
Профессиональную сценическую деятельность начал в 1900 году в Петербурге как актёр и режиссёр. Играл в Адмиралтейском, Екатерининском, Кронштадтском театрах, с 1910 в театрах миниатюр: Троицком, Интимном, Литейном.
С 1906 работал как драматург, стал действительным членом Санкт-Петербургского союза драматических и музыкальных писателей.
Переехал в Минск в 1917 году. С 1919 года начал работать в театрах Беларуси. В 1921—1931 — художественный руководитель, в 1941—1945 — режиссёр 1-го Белорусского государственного драматического театра в Минске (ныне — Национальный академический театр имени Янки Купалы).
В 1932—1935 — художественный руководитель Гомельского театра рабочей молодёжи, который в 1935 был им реорганизован в первый в республике Колхозно-совхозный театр.
В 1937—1940 — художественный руководитель Белорусского театра юного зрителя имени Н. Крупской.
С 1945 — художественный руководитель и заведующий кафедрой мастерства актёра Белорусского театрально-художественного института. Профессор. Занимался также преподавательской деятельностью в театральных студиях, в Минском театральном училище.

## Творчество
Е. А. Мирович оказал большое влияние на формирование белорусской национальной актёрской школы и режиссуры. Одна из его учениц — Народная артистка Белорусской ССР Вера Полло.

### Важнейшие постановки
- «Кастусь Калиновский» (1923)
- «Мятеж» по Д. Фурманову (1927)
- «Мост» Е. Романовича (1929)
- «Гута» Кобеца (1930)
- «Как закалялась сталь» по Н. Островскому (1937)
- «Чудесная дудка» Вольского (1939) и др.

### Избранная драматургия
До революции получил известность как автор небольших пьес, пародий, сценок: «Свободная любовь», 1910, «Фабрика талантов», 1912, «Барышня Маня и Сенька-разбойник», 1912, «Круговертов и сын», 1916, «Революция в Головотяпове», 1917 и др.
- «Опекуны» (1904)
- «Ужас времени» («Современный вампир»)
- «Ночь миллионера»
- «Мефистофель в интересном положении, или Женатый Мефистофель» (1909)
- «Графиня Эльвира» (1910)
- «Рыцарь дон Фернандо» (1912)
- «Театр купца Епишкина»
- «Вова приспособился» (в 1916 году поставлен фильм)
- «Машека» («Во времена давние») (1923)
- «Кастусь Калиновский» (1923), поставлен фильм.
- «Коваль-воевода» (1925)
- «Карьера товарища Брызгалина» (1925)
- «Победа» («Хроника наших дней», 1926)
- «Запоют веретена» (1928)
- «Лен» (1932)
- «В весеннюю ночь» (1934) и др.
- Міровіч Е. П’есы (зборнік). — Мінск, 1957.

## Личная жизнь
Мирович был женат дважды. Во втором браке родились две дочери, младшая из которых, Галина, пошла по стопам отца — стала театральной актрисой и педагогом. Старшая дочь, Кира, выбрала профессию геолога.
В пожилом возрасте Мирович вместе с семьёй жил в деревянном бараке в районе Немиги, отказавшись от получения квартиры в пользу одного из своих учеников, у которого вообще не было жилья.

## Награды
- Орден Трудового Красного Знамени (20.06.1940) — за выдающиеся заслуги в деле развития белорусского театрального и музыкального искусства
- Орден «Знак Почёта»
- медали СССР.